# Ines Koeltzsch
Ines Koeltzsch (* 1977) je německá historička, zabývající se dějinami českých zemí.

## Životopis
Narodila se v Karl-Marx-Stadtu v NDR. Mezi léty 1996–2002 studovala moderní a soudové dějiny, filozofii a sociologii na Technické univerzitě v Drážďanech. Mezi léty 2003–2010 pracovala na Freie Universität v Berlíně, kde získala v roce 2010 doktorát.
Od roku 2013 pracuje na Masarykově ústavu a archivu AV ČR.

## Dílo
- Praha rozdělená i sdílená: česko-židovsko-německé vztahy 1918-1938. Praha: Nakladatelství Lidové noviny, 2015. ISBN 978-80-7422-421-8.